# Quốc lộ 29
Quốc lộ 29 là một tuyến giao thông đường bộ cấp quốc gia của Việt Nam, nối khu vực Trung Tây Nguyên với khu vực Nam Trung Bộ, nằm hoàn toàn trong tỉnh Đắk Lắk   
Quốc lộ 29 là một quốc lộ mới, được nâng cấp trên cơ sở tỉnh lộ 645 ở Phú Yên và 691 ở Đắk Lắk. Về cơ bản, đường có tiêu chuẩn đường cấp IV miền núi, gồm 2 làn xe, rộng 5,4 mét mặt đường và 7,5 mét nền đường.
Toàn tuyến dài 182,5 km đi qua phường Phú Yên và Phường Buôn Hồ, các xã Hòa Xuân, xã Tây Hòa, xã Sơn Thành, Xã Đức Bình, xã Sông Hinh, xã Ea Bá, xã Ea Ly, Xã Cư Prao, Xã Ea Knốp, xã Tam Giang, Xã Krông Năng Và Xã Pơng Drang .Điểm đầu tuyến là cảng Vũng Rô. Điểm cuối tuyến là nơi giao với Quốc lộ 14) tại Phường Buôn Hồ, tỉnh Đắk Lắk.
Quốc lộ 29 có khoảng 40 km đi qua Khu bảo tồn thiên nhiên Ea Sô (Xã Ea Knốp).